# 조애나 가르시아
조애나 가르시아 스위셔(JoAnna Garcia Swisher, 1979년 8월 10일 ~ )는 미국의 배우이다. 이전엔 조애나 가르시아로 활동했으나 2010년 닉 스위셔와 결혼하면서 활동명도 함께 변경되었다.

## 출연 작품

### 영화
- 아메리칸 파이 2 (2001)
- 섹스 아카데미 (2001)
- 인턴십 (2013)
- 피스트 파이트 (2017)

### 텔레비전
- 클래리사 익스플레인스 잇 올 (1992)
- 해저 군단 (1994)
- 스텝 바이 스텝 (1996)
- 파티 오브 파이브 (1998)
- 도슨의 청춘일기 (1999)
- 프릭스 앤 긱스 (2000)
- 보스턴 퍼블릭 (2000)
- 리바 (2001-07)
- 왓 아이 라이크 어바웃 유 (2004)
- 가십걸 (2009)
- 내가 그녀를 만났을 때 (2009)
- 로열 페인스 (2012)
- 애니멀 프랙티스 (2012)
- 원스 어폰 어 타임 (2013-15, 2017-18)
- 민디 프로젝트 (2014)
- 그랜드파더드 (2015)

### TV 애니메이션
- 패밀리 가이 (2005)
- 마다가스카의 펭귄 (2011)